# 1937 في فلسطين الانتدابية
أحداث عام 1937 في الانتداب البريطاني على فلسطين.

## أصحاب المناصب
- المفوض السامي - السير آرثر جرينفيل واشوب
- أمير شرق الأردن - عبد الله بن الحسين
- رئيس وزراء شرق الأردن - إبراهيم هاشم

## الأحداث

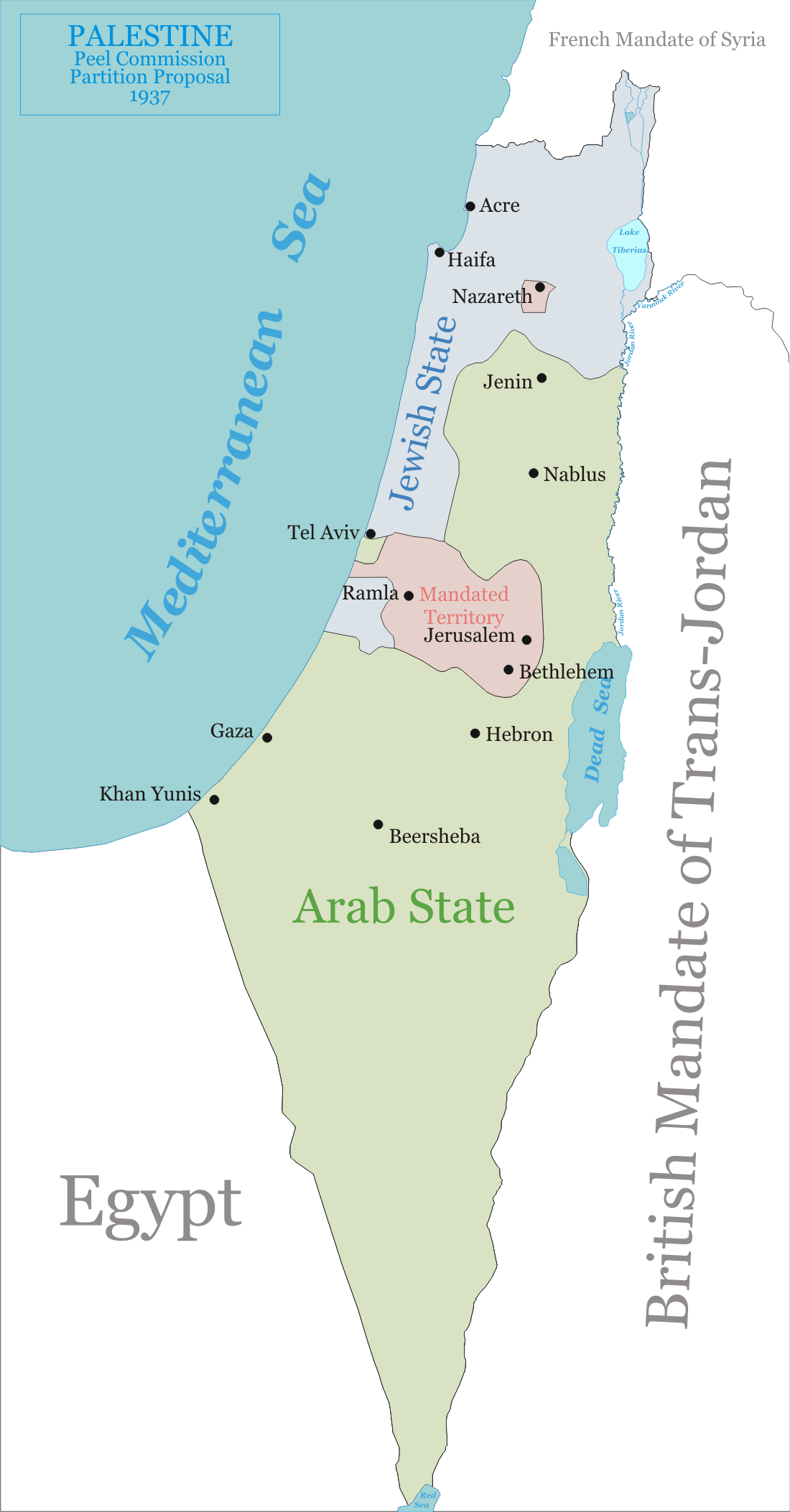
خطة التقسيم للجنة بيل أ، يوليو 1937

- 5 كانون الثاني (يناير)- تأسيس كيبوتس سديه ناحوم من قبل أعضاء مجموعة سديه من مدرسة ميكفيه إسرائيل الزراعية، بالإضافة إلى مهاجرين يهود من النمسا وألمانيا وبولندا.
- 31 كانون الثاني (يناير)- تأسيس كيبوتس مسعدا
- 25 شباط/ فبراير- تأسيس مجموعة من الاشتراكيين الشباب كيبوتس جينوسار على أرض تابعة لجمعية الاستعمار اليهودية في فلسطين (PICA) التي أُجرت لمستعمرة كفار عصيون.
- 21 آذار/ مارس- تأسيس كيبوتس شاعر هغولان من قبل أعضاء حركة شباب هاشومير هاتزاير من تشيكوسلوفاكيا وبولندا.
- 9 نيسان- تأسيس موشاف بيت يوسف
- 13 نيسان- تأسيس موشاف مشمار هشلوشة
- 20 أيار: تأسيس يهود ألمان لموشاف كفر شمارياهو
- 30 حزيران (يونيو)- تأسيس كيبوتس طيرات تسفي كجزء من مشروع استيطان السور والبرج. المؤسسون يهود من بولندا ورومانيا وألمانيا.
- 4 تموز- تأسيس موشاف بناي بريث
- 5 تموز- تأسيس كيبوتس عين هاشوفيت
- 6 تموز (يوليو)- تأسيس كيبوتس عين جيف
- 6 تموز- تأسيس موشاف تسور موشيه
- 7 يوليو- لجنة بيل تنشر تقريرًا يوصي بإنهاء الانتداب على فلسطين وتقسيمها إلى دولتين منفصلتين، عربية ويهودية.
- 13 أيلول- تأسيس كيبوتس كفار زولد
- 26 أيلول/ سبتمبر- اغتيل مفوض اللواء البريطاني في الجليل لويس يلاند أندروز في الناصرة على يد مجموعة من العرب المسلحين. واعتبر اغتياله ذروة الثورة العربية الكبرى في فلسطين. مقتل أندروز يدفع بريطانيا للرد بحظر اللجنة العربية العليا.
- 1 تشرين الأول- عقب اغتيال مفوض اللواء البريطاني في الجليل، حظرت السلطات البريطانية جميع المنظمات السياسية القومية العربية واعتقلت أعضاء الهيئة العربية العليا. تم ترحيل أربعة منهم إلى سيشيل، الحاج أمين الحسيني وجمال الحسيني تفادون الاعتقال ويغادرون البلاد.
- 9 تشرين الثاني (نوفمبر)- تأسيس كيبوتس أوشا اسور والبرج من قبل مجموعة غارين بولندية.

## المواليد البارزة
- 5 يناير- دان تيشون، سياسي إسرائيلي سابق
- 20 كانون الثاني (يناير): حاييم حزان لاعب كرة سلة إسرائيلي (توفي 1994).
- 11 فبراير - إليعازر والدمان، سياسي وحاخام إسرائيلي (توفي عام 2021)
- 24 شباط - شمعون إليتوف، الحاخام الإسرائيلي
- 23 فبراير- رافي لافي، فنان إسرائيلي وناقد فني وموسيقي (توفي عام 2007)
- 13 آذار (مارس)- صفنيا دروري، الحاخام الإسرائيلي ومدرسة روش الدينية
- 16 آذار/ مارس- عاموس تفيرسكي، عالم النفس المعرفي والرياضي الإسرائيلي (توفي عام 1996)
- 26 آذار- أحمد قريع رئيس الوزراء الفلسطيني (توفي عام 2023)
- 4 نيسان- يعقوب تسور، سياسي إسرائيلي
- 6 نيسان - عوزي برعام، سياسي إسرائيلي
- 14 نيسان/ أبريل - إيفي أرازي، رجل أعمال إسرائيلي (توفي عام 2013)
- أيار - أبو نضال، عربي فلسطيني، مؤسس حركة فتح - المجلس الثوري، جماعة فلسطينية مسلحة معروفة باسم منظمة أبو نضال (توفي 2002)
- 28 حزيران/ يونيو- أحمد ياسين، عربي فلسطيني، مؤسس مشارك وزعيم لحركة حماس (توفي عام 2004)
- 30 يونيو- جدعون عزرا، سياسي إسرائيلي (توفي عام 2012)
- 11 تموز (يوليو): أدين شتاينسالز، الحاخام والباحث الإسرائيلي (توفي 2020)
- 20 يوليو - زلمان باروخ ميلاميد، الحاخام الإسرائيلي ومؤسس خدمة الأخبار عروتس شيفع
- 5 آب/ أغسطس- أمير دروري ضابط إسرائيلي (توفي عام 2005)
- 5 آب/ أغسطس- دان شومرون، ضابط إسرائيلي، رئيس أركان الجيش الثالث عشر (توفي عام 2008)
- 30 آب/ أغسطس - يغال كوهين أورجاد، سياسي إسرائيلي (توفي عام 2019)
- 3 أيلول/ سبتمبر- روتشاما مارتون، طبيبة إسرائيلية وطبيبة نفسية وناشطة سياسية
- - 6 تشرين الثاني (نوفمبر)- رياح حنا أبو العسل، أسقف من عرب إسرائيل
- 11 تشرين الثاني (نوفمبر) ة- يتسحاق زيف، سياسي إسرائيلي
- 18 كانون الأول- مؤرخ إسرائيلي موشي شارون
- 26 كانون الأول- اليعازر بيرلاند، الحاخام الإسرائيلي
- غير مؤرخ :
  - آري فاردي، موسيقي إسرائيلي
  - عوزي روبين، مهندس إسرائيلي
  - عبد الرحمن أحمد جبريل بارود، شاعر فلسطيني عربي (توفي 2010)
  - أبو داود، سياسي عربي فلسطيني وقائد عسكري، خطط لمذبحة ميونيخ الأولمبية عام 1972 (توفي عام 2010)
  - سمير غوشة، عربي فلسطيني، عضو السلطة التنفيذية لمنظمة التحرير الفلسطينية (توفي عام 2009)
  - ناهد الريس، سياسي وشاعر عربي فلسطيني (توفي 2010)
  - حنا السنيورة، رجل أعمال وسياسي فلسطيني مسيحي
  - نعيم عتيق، كاهن مسيحي فلسطيني، مؤسس ورئيس مركز سبيل للتحرير المسكوني في القدس.